# Eisschnelllauf-Sprintweltmeisterschaft 2009
Die 40. Eisschnelllauf-Sprintweltmeisterschaft wurde am 17. und 18. Januar 2009 im russischen Moskau (Eispalast Krylatskoje) ausgetragen. 2005 war die Eishalle bereits Austragungsort der Mehrkampfweltmeisterschaft. Seither machte der Eisschnelllauf-Weltcup einmal pro Saison Station in der Halle. Hierbei fanden die Langstreckenrennen über 1500/5000 Meter der Frauen und 1500/10.000 Meter der Männer statt.

## Wettbewerb
- 59 Sportler aus 16 Nationen kamen, um unter sich den Sprintweltmeister zu ermitteln

| Teilnehmende Nationen                           | Teilnehmende Nationen                               | Teilnehmende Nationen               | Teilnehmende Nationen                        |
| ----------------------------------------------- | --------------------------------------------------- | ----------------------------------- | -------------------------------------------- |
| Argentinien Kanada Volksrepublik China Finnland | Vereinigtes Königreich Deutschland Japan Kasachstan | Südkorea Niederlande Norwegen Polen | Russland Schweden Ukraine Vereinigte Staaten |

Bei der Sprintweltmeisterschaft geht es über die 500- und 1000-Meter-Distanz, jeweils an zwei Tagen. Wenn ein Sportler am ersten Tag auf der Innenbahn startet, so startet er am zweiten Tag auf der Außenbahn. Die 24 besten Frauen und Männer nach drei Strecken qualifizieren sich für die vierte Strecke.

### Frauen

#### Endstand
- Zeigt die zwölf erfolgreichsten Sportlerinnen der Sprint-WM

| Rang | Name                | 1. Lauf 500 Meter/Pkt. | 1. Lauf 1000 Meter | Pkt.  | 2. Lauf 500 Meter/Pkt. | 2. Lauf 1000 Meter | Pkt.  | Gesamt- punkte |
| ---- | ------------------- | ---------------------- | ------------------ | ----- | ---------------------- | ------------------ | ----- | -------------- |
| 1    | Wang Beixing        | 38,10 (2)              | 1:16,53 (3)        | 38,26 | 37,91 (2)              | 1:16,40 (2)        | 38,20 | 152,475        |
| 2    | Jenny Wolf          | 38,00 (1)              | 1:17,58 (10)       | 38,79 | 37,86 (1)              | 1:17,52 (10)       | 38,76 | 153,410        |
| 3    | Yu Jing             | 38,42 (4)              | 1:17,07 (7)        | 38,53 | 38,40 (4)              | 1:16,77 (4)        | 38,38 | 153,740        |
| 4    | Margot Boer         | 38,86 (8)              | 1:16,29 (1)        | 38,14 | 38,83 (9)              | 1:16,66 (3)        | 38,33 | 154,165        |
| 5    | Jin Peiyu           | 38,57 (6)              | 1:17,31 (8)        | 38,65 | 38,68 (7)              | 1:17,37 (9)        | 38,68 | 154,590        |
| 6    | Anni Friesinger     | 39,08 (13)             | 1:16,48 (2)        | 38,24 | 39,34 (17)             | 1:16,01 (1)        | 38,00 | 154,665        |
| 7    | Sayuri Yoshii       | 39,08 (12)             | 1:17,05 (6)        | 38,52 | 38,79 (8)              | 1:16,83 (6)        | 38,41 | 154,810        |
| 8    | Shihomi Shin’ya     | 38,71 (7)              | 1:17,47 (9)        | 38,73 | 38,89 (10)             | 1:17,63 (12)       | 38,81 | 155,150        |
| 9    | Lee Sang-hwa        | 38,33 (3)              | 1:18,68 (17)       | 39,34 | 38,38 (3)              | 1:18,35 (17)       | 39,17 | 155,225        |
| 10   | Laurine van Riessen | 38,95 (10)             | 1:16,95 (5)        | 38,47 | 39,71 (20)             | 1:16,81 (5)        | 38,40 | 155,540        |
| 11   | Monique Angermüller | 39,17 (14)             | 1:17,74 (11)       | 38,87 | 39,01 (12)             | 1:17,80 (13)       | 38,90 | 155,950        |
| 12   | Natasja Bruintjes   | 39,33 (16)             | 1:17,78 (12)       | 38,89 | 39,04 (13)             | 1:17,53 (11)       | 38,76 | 156,025        |

#### 1. Lauf 500 Meter
| Platz | Name                | Land                | Zeit/Pkt. |  |
| ----- | ------------------- | ------------------- | --------- |  |
| 1     | Jenny Wolf          | Deutschland         | 38,00     |  |
| 2     | Wang Beixing        | Volksrepublik China | 38,10     |  |
| 3     | Lee Sang-hwa        | Südkorea            | 38,33     |  |
| 4     | Yu Jing             | Volksrepublik China | 38,42     |  |
| 5     | Julija Nemaja       | Russland            | 38,55     |  |
| 6     | Jin Peiyu           | Volksrepublik China | 38,57     |  |
| 7     | Shihomi Shin’ya     | Japan               | 38,71     |  |
| 8     | Margot Boer         | Niederlande         | 38,86     |  |
| 9     | Tomomi Okazaki      | Japan               | 38,95     |  |
| 10    | Laurine van Riessen | Niederlande         | 38,95     |  |
|       |                     |                     |           |  |
| 13    | Anni Friesinger     | Deutschland         | 39,08     |  |
| 14    | Monique Angermüller | Deutschland         | 39,17     |  |
| 20    | Heike Hartmann      | Deutschland         | 39,62     |  |

#### 1. Lauf 1000 Meter
| Platz | Name                | Land                | Zeit    | Punkte |
| ----- | ------------------- | ------------------- | ------- | ------ |
| 1     | Margot Boer         | Niederlande         | 1:16,29 | 38,14  |
| 2     | Anni Friesinger     | Deutschland         | 1:16,48 | 38,24  |
| 3     | Wang Beixing        | Volksrepublik China | 1:16,53 | 38,26  |
| 5     | Laurine van Riessen | Niederlande         | 1:16,95 | 38,47  |
| 6     | Sayuri Yoshii       | Japan               | 1:17,05 | 38,52  |
| 7     | Yu Jing             | Volksrepublik China | 1:17,07 | 38,53  |
| 8     | Jin Peiyu           | Volksrepublik China | 1:17,31 | 38,65  |
| 9     | Shihomi Shin’ya     | Japan               | 1:17,47 | 38,73  |
|       |                     |                     |         |        |
| 10    | Jenny Wolf          | Deutschland         | 1:17,58 | 38,79  |
| 11    | Monique Angermüller | Deutschland         | 1:17,74 | 38,87  |
| 18    | Heike Hartmann      | Deutschland         | 1:18,91 | 39,45  |

#### 2. Lauf 500 Meter
| Platz | Name                | Land                | Zeit/Pkt. |  |
| ----- | ------------------- | ------------------- | --------- |  |
| 1     | Jenny Wolf          | Deutschland         | 37,86     |  |
| 2     | Wang Beixing        | Volksrepublik China | 37,91     |  |
| 3     | Lee Sang-hwa        | Südkorea            | 38,38     |  |
| 4     | Yu Jing             | Volksrepublik China | 38,40     |  |
| 6     | Julija Nemaja       | Russland            | 38,65     |  |
| 7     | Jin Peiyu           | Volksrepublik China | 38,68     |  |
| 8     | Sayuri Yoshii       | Japan               | 38,79     |  |
| 9     | Margot Boer         | Niederlande         | 38,83     |  |
| 10    | Shihomi Shin’ya     | Japan               | 38,89     |  |
|       |                     |                     |           |  |
| 12    | Monique Angermüller | Deutschland         | 39,01     |  |
| 17    | Anni Friesinger     | Deutschland         | 39,34     |  |
| 22    | Heike Hartmann      | Deutschland         | 39,73     |  |

#### 2. Lauf 1000 Meter
| Platz | Name                | Land                | Zeit    | Punkte |
| ----- | ------------------- | ------------------- | ------- | ------ |
| 1     | Anni Friesinger     | Deutschland         | 1:16,01 | 38,00  |
| 2     | Wang Beixing        | Volksrepublik China | 1:16,40 | 38,20  |
| 3     | Margot Boer         | Niederlande         | 1:16,66 | 38,33  |
| 4     | Yu Jing             | Volksrepublik China | 1:16,77 | 38,38  |
| 5     | Laurine van Riessen | Niederlande         | 1:16,81 | 38,40  |
| 6     | Sayuri Yoshii       | Japan               | 1:16,83 | 38,41  |
| 7     | Shannon Rempel      | Kanada              | 1:17,03 | 38,51  |
| 8     | Jennifer Rodriguez  | Vereinigte Staaten  | 1:17,27 | 38,63  |
| 9     | Jin Peiyu           | Volksrepublik China | 1:17,37 | 38,68  |
| 10    | Jenny Wolf          | Deutschland         | 1:17,52 | 38,76  |
|       |                     |                     |         |        |
| 13    | Monique Angermüller | Deutschland         | 1:17,80 | 38,90  |
| 22    | Heike Hartmann      | Deutschland         | 1:19,23 | 39,61  |

### Männer

#### Endstand
- Zeigt die zwölf erfolgreichsten Sportler der Sprint-WM

| Rang | Name                | 1. Lauf 500 Meter/Pkt. | 1. Lauf 1000 Meter | Pkt.  | 2. Lauf 500 Meter/Pkt. | 2. Lauf 1000 Meter | Pkt.  | Gesamt- punkte |
| ---- | ------------------- | ---------------------- | ------------------ | ----- | ---------------------- | ------------------ | ----- | -------------- |
| 1    | Shani Davis         | 35,63 (10)             | 1:08,84 (1)        | 34,42 | 35,18 (6)              | 1:08,66 (1)        | 34,33 | 139,560        |
| 2    | Keiichirō Nagashima | 35,01 (2)              | 1:09,41 (4)        | 34,70 | 34,91 (1)              | 1:10,19 (8)        | 35,09 | 139,720        |
| 3    | Simon Kuipers       | 35,44 (6)              | 1:08,93 (2)        | 34,46 | 35,77 (16)             | 1:09,55 (4)        | 34,77 | 140,450        |
| 4    | Pekka Koskela       | 35,27 (5)              | 1:10,52 (11)       | 35,26 | 35,15 (4)              | 1:09,80 (6)        | 34,9  | 140,580        |
| 5    | Denny Morrison      | 36,02 (17)             | 1:10,02 (7)        | 35,01 | 35,71 (14)             | 1:08,77 (2)        | 34,38 | 141,125        |
| 6    | Mika Poutala        | 35,67 (12)             | 1:10,70 (15)       | 35,35 | 35,14 (3)              | 1:10,42 (14)       | 35,21 | 141,370        |
| 7    | Tadashi Obara       | 35,85 (15)             | 1:10,65 (14)       | 35,32 | 35,27 (7)              | 1:09,94 (7)        | 34,97 | 141,415        |
| 8    | Dmitri Lobkow       | 35,46 (7)              | 1:10,57 (12)       | 35,28 | 35,53 (10)             | 1:10,30 (10)       | 35,15 | 141,425        |
| 9    | Mark Tuitert        | 35,69 (13)             | 1:09,80 (6)        | 34,90 | 35,94 (17)             | 1:10,21 (9)        | 35,10 | 141,635        |
| 10   | Tucker Fredricks    | 35,10 (4)              | 1:11,37 (22)       | 35,68 | 35,54 (11)             | 1:11,07 (18)       | 35,53 | 141,860        |
| 11   | Yu Fengtong         | 35,08 (3)              | 1:12,88 (27)       | 36,44 | 34,94 (2)              | 1:10,82 (15)       | 35,41 | 141,870        |
| 12   | Lee Kang-seok       | 35,47 (8)              | 1:10,88 (17)       | 35,44 | 35,31 (8)              | 1:11,34 (22)       | 35,67 | 141,890        |

#### 1. Lauf 500 Meter
| Platz | Name                | Land                | Zeit/Pkt. |  |
| ----- | ------------------- | ------------------- | --------- |  |
| 1     | Lee Kyu-hyeok       | Südkorea            | 34,96     |  |
| 2     | Keiichirō Nagashima | Japan               | 35,01     |  |
| 3     | Yu Fengtong         | Volksrepublik China | 35,08     |  |
| 4     | Tucker Fredricks    | Vereinigte Staaten  | 35,10     |  |
| 5     | Pekka Koskela       | Finnland            | 35,27     |  |
| 6     | Simon Kuipers       | Niederlande         | 35,44     |  |
| 7     | Dmitri Lobkow       | Russland            | 35,46     |  |
| 8     | Lee Kang-seok       | Südkorea            | 35,47     |  |
| 9     | Lee Ki-ho           | Südkorea            | 35,58     |  |
| 10    | Shani Davis         | Vereinigte Staaten  | 35,63     |  |
|       |                     |                     |           |  |
| 18    | Nico Ihle           | Deutschland         | 36,12     |  |
| 23    | Samuel Schwarz      | Deutschland         | 36,51     |  |

#### 1. Lauf 1000 Meter
| Platz | Name                | Land               | Zeit    | Punkte |
| ----- | ------------------- | ------------------ | ------- | ------ |
| 1     | Shani Davis         | Vereinigte Staaten | 1:08,84 | 34,42  |
| 2     | Simon Kuipers       | Niederlande        | 1:08,93 | 34,46  |
| 3     | Stefan Groothuis    | Niederlande        | 1:09,32 | 34,66  |
| 4     | Keiichirō Nagashima | Japan              | 1:09,41 | 34,70  |
| 5     | Lee Kyu-hyeok       | Südkorea           | 1:09,47 | 34,73  |
| 6     | Mark Tuitert        | Niederlande        | 1:09,80 | 34,90  |
| 7     | Denny Morrison      | Kanada             | 1:10,02 | 35,01  |
| 8     | Håvard Bøkko        | Norwegen           | 1:10,14 | 35,07  |
| 9     | Jewgeni Lalenkow    | Russland           | 1:10,26 | 35,13  |
| 10    | Konrad Niedźwiedzki | Polen              | 1:10,37 | 35,18  |
|       |                     |                    |         |        |
| 19    | Samuel Schwarz      | Deutschland        | 1:10,97 | 35,48  |
| 25    | Nico Ihle           | Deutschland        | 1:12,00 | 36,00  |

#### 2. Lauf 500 Meter
| Platz | Name                | Land                | Zeit/Pkt. |  |
| ----- | ------------------- | ------------------- | --------- |  |
| 1     | Keiichirō Nagashima | Japan               | 34,91     |  |
| 2     | Yu Fengtong         | Volksrepublik China | 34,94     |  |
| 3     | Mika Poutala        | Finnland            | 35,14     |  |
| 4     | Pekka Koskela       | Finnland            | 35,15     |  |
| 5     | Lee Kyu-hyeok       | Südkorea            | 35,16     |  |
| 6     | Shani Davis         | Vereinigte Staaten  | 35,18     |  |
| 7     | Tadashi Obara       | Japan               | 35,27     |  |
| 8     | Lee Kang-seok       | Südkorea            | 35,31     |  |
| 9     | Jamie Gregg         | Kanada              | 35,40     |  |
| 10    | Dmitri Lobkow       | Russland            | 35,53     |  |
|       |                     |                     |           |  |
| 18    | Nico Ihle           | Deutschland         | 36,01     |  |
| 28    | Samuel Schwarz      | Deutschland         | 37,49     |  |

#### 2. Lauf 1000 Meter
| Platz | Name                | Land               | Zeit    | Punkte |
| ----- | ------------------- | ------------------ | ------- | ------ |
| 1     | Shani Davis         | Vereinigte Staaten | 1:08,66 | 34,33  |
| 2     | Denny Morrison      | Kanada             | 1:08,77 | 34,38  |
| 3     | Jewgeni Lalenkow    | Russland           | 1:09,52 | 34,76  |
| 4     | Simon Kuipers       | Niederlande        | 1:09,55 | 34,77  |
| 5     | Stefan Groothuis    | Niederlande        | 1:09,70 | 34,85  |
| 6     | Pekka Koskela       | Finnland           | 1:09,80 | 34,90  |
| 7     | Tadashi Obara       | Japan              | 1:09,94 | 34,97  |
| 8     | Keiichirō Nagashima | Japan              | 1:10,19 | 35,09  |
| 9     | Mark Tuitert        | Niederlande        | 1:10,21 | 35,10  |
| 10    | Dmitri Lobkow       | Russland           | 1:10,30 | 35,15  |
|       |                     |                    |         |        |
| 17    | Samuel Schwarz      | Deutschland        | 1:11,06 | 35,53  |
| 19    | Nico Ihle           | Deutschland        | 1:11,16 | 35,58  |